# Dennis Potter
Pour les articles homonymes, voir Potter.
Dennis Potter est un scénariste, réalisateur et journaliste anglais né le 17 mai 1935 à Berry Hill dans le Gloucestershire et mort le 7 juin 1994  à Ross-on-Wye dans le Herefordshire.

## Filmographie
- 1982 : Pierre qui brûle (Brimstone and Treacle)
- 1985 : Dreamchild
- 1988 : Track 29
- 1991 : Secret Friends (en)
- 1993 : Mesmer